# Klar…Boks!
Klar...Boks! med undertitlen Erindringer om Norsk boksing gjennom et århundre er skrevet af Egil Røyving på vegne af Oslo Boksekrets. Bogen dækker hovedsageligt norsk boksning i årene 1920-1995, med vægt på Oslo Boksekrets. 
Bogen er kronologisk og er derfor velegnet som opslagsværk.
| Bog | Spire Denne artikel om bøger og tidsskrifter er en spire som bør udbygges. Du er velkommen til at hjælpe Wikipedia ved at udvide den. |